# 11026 Greatbotkin
11026 Greatbotkin è un asteroide della fascia principale. Scoperto nel 1986, presenta un'orbita caratterizzata da un semiasse maggiore pari a 2,2136929 au e da un'eccentricità di 0,2430174, inclinata di 3,21249° rispetto all'eclittica.